# Olympische Sommerspiele 1908/Wasserball
Bei den IV. Olympischen Spielen 1908 in London wurde ein Wettbewerb im Wasserball ausgetragen. Sämtliche Spiele fanden im Schwimmbecken des White City Stadium statt. Es nahmen vier Mannschaften mit je sieben Spielern teil.
Die Partien der Vorrunde waren bereits vor der definitiven Anmeldung der einzelnen Mannschaften ausgelost worden. Kurz vor Beginn des Turniers zogen die Mannschaften aus Ungarn und Österreich ihre Anmeldung jedoch zurück, da die österreichische Regierung Bedenken hatte, Mannschaften aus beiden Reichshälften an den Start zu lassen. Auf diese Weise kamen die Schweden und die Briten kampflos eine Runde weiter. Im einzigen Vorrundenspiel schlug Belgien die Niederlande deutlich mit 8:1.
Durch die beiden Absenzen ergab es sich, dass im Halbfinale nur noch drei Mannschaften vertreten waren. Gastgeber Großbritannien stieß direkt ins Finale vor, ohne zuvor ein Spiel absolviert zu haben. Im Spiel um den zweiten Finalplatz setzte sich Belgien gegen Schweden mit 8:4 durch. Die ausgeruhten Briten konnten im Finale ihren Vorteil nutzen und besiegten die Belgier 9:2.

## Bilanz

### Medaillenspiegel
| Platz | Land           |   |   |   | Gesamt |
| ----- | -------------- | - | - | - | ------ |
| 01    | Großbritannien | 1 | — | — | 1      |
| 02    | Belgien        | — | 1 | — | 1      |
| 03    | Schweden       | — | — | 1 | 1      |

### Medaillengewinner
| Platz | Land | Athleten |
| ----- | ---- | --- |
| 1     | GBR  | George Cornet, Charles Forsyth, George Nevinson, Paul Radmilovic, Charles Sydney Smith, Thomas Thould, George Wilkinson |
| 2     | BEL  | Victor Boin, Herman Donners, Fernand Feyaerts, Oscar Grégoire, Herman Meyboom, Albert Michant, Joseph Pletincx          |
| 3     | SWE  | Robert Andersson, Erik Bergvall, Pontus Hanson, Harald Julin, Torsten Kumfeldt, Axel Runström, Gunnar Wennerström       |
| 4     | NED  | Bouke Benenga, George Cortlever, Frederik Hulswit, Eduard Meijer, Karel Meijer, Piet Ooms, Johan Rühl                   |

## Ergebnisse

### Vorrunde
| 15. Juli 1908 | Belgien        | – | Niederlande |  | 8:1 (3:1) |
|               | Schweden       | – | Ungarn      |  | kampflos  |
|               | Großbritannien | – | Österreich  |  | kampflos  |

### Halbfinale
| 20. Juli 1908 | Belgien | – | Schweden |  | 8:4 (4:2) |

### Finale
| 22. Juli 1908 | Großbritannien | – | Belgien |  | 9:2 (5:2) |